# UEFA Futsal Champions League 2022/23
De UEFA Futsal Champions League 2022/23 is de 37ste editie van het belangrijkste Europese zaalvoetbaltoernooi voor clubs, en de 22ste editie georganiseerd door de UEFA. Het is ook de 5de editie sinds de naamsverandering van UEFA Futsal Cup naar de huidige naam UEFA Futsal Champions League.
FC Barcelona is de titelverdediger.

## Toewijziging van deelnemende teams
Een totaal van 55 teams uit de nationale competities van de 55 UEFA lidstaten nemen deel aan deze editie van de Champions League (met uitzondering van Faeröer en Liechtenstein, deze landen hebben geen nationale competitie, en Rusland, teams uit dit land werden uitgesloten van deelname wegens de Russische invasie van Oekraïne). De nationale competities van deze landen worden op basis van de coëfficiënten gerangschikt om het aantal deelnemende teams per competitie te bepalen.
- De nationale competities op plek 1 tot en met 3 hebben elk twee teams die zich kunnen kwalificeren.
- De winnaar van de UEFA Futsal Champions League 2021/22 krijgt een extra inzending. Als ze behoren tot de top drie van deze rangschikking, dan krijgt de vierde in dit klassement ook een tweede team.
- De nationale competities op plek 4 tot en met 50 hebben elk één team dat zich kan kwalificeren.

Voor dit seizoen zijn de drie hoogst geklasseerde verenigingen Portugal, Rusland en Spanje. Aangezien de titelhouders uit Spanje komen, heeft het vierde gerankte land, Kazachstan, ook twee teams die zich kunnen kwalificeren. Na het besluit van de UEFA om Russische clubs uit te sluiten van de UEFA-competities in 2022-23 vanwege de Russische inval in Oekraïne, ging het recht om een tweede team in te schrijven over naar de 5e gerangschikte bond, Kroatië.

### Rangschikking van de nationale competities
Voor de UEFA Futsal Champions League 2022/23 krijgen de nationale competities plaatsen toegewezen op basis van de UEFA-landcoëfficiënten op het einde van april 2022, waarbij rekening wordt gehouden met hun prestaties in niet-vriendschappelijke wedstrijden. 
De winnaar van de UEFA Futsal Champions League is gegarandeerd van deelname aan de groepsfase van de volgende UEFA Futsal Champions League.
| Nr. | Land                  | Coeff.   | Clubs |
| --- | --------------------- | -------- | ----- |
| 01  | Portugal              | 2693.758 | 2     |
| 02  | Rusland               | 2547.159 | 0     |
| 03  | Spanje                | 2488.909 | 2     |
| 04  | Kazachstan            | 2367.187 | 2     |
| 05  | Kroatië               | 2051.042 | 2     |
| 06  | Servië                | 2050.143 | 1     |
| 07  | Azerbeidzjan          | 2015.589 | 1     |
| 08  | Oekraïne              | 2009.816 | 1     |
| 09  | Italië                | 1934.516 | 1     |
| 10  | Tsjechië              | 1887.535 | 1     |
| 11  | Georgië               | 1871.616 | 1     |
| 12  | Finland               | 1854.372 | 1     |
| 13  | Slowakije             | 1847.970 | 1     |
| 14  | Slovenië              | 1841.333 | 1     |
| 15  | Bosnië en Herzegovina | 1837.207 | 1     |
| 16  | Polen                 | 1781.027 | 1     |
| 17  | Roemenië              | 1738.151 | 1     |
| 18  | Nederland             | 1686.516 | 1     |
| 19  | Wit-Rusland           | 1646.403 | 1     |

| Nr. | Land            | Coeff.   | Clubs |
| --- | --------------- | -------- | ----- |
| 20  | Hongarije       | 1637.232 | 1     |
| 21  | Frankrijk       | 1615.979 | 1     |
| 22  | België          | 1607.692 | 1     |
| 23  | Letland         | 1464.140 | 1     |
| 24  | Noord-Macedonië | 1449.976 | 1     |
| 25  | Moldavië        | 1419.922 | 1     |
| 26  | Montenegro      | 1321.596 | 1     |
| 27  | Albanië         | 1299.617 | 1     |
| 28  | Kosovo          | 1264.428 | 1     |
| 29  | Turkije         | 1257.736 | 1     |
| 30  | Noorwegen       | 1255.233 | 1     |
| 31  | Denemarken      | 1236.240 | 1     |
| 32  | Zweden          | 1235.426 | 1     |
| 33  | Armenië         | 1217.145 | 1     |
| 34  | Engeland        | 1204.183 | 1     |
| 35  | Duitsland       | 1188.549 | 1     |
| 36  | Griekenland     | 1155.396 | 1     |
| 37  | Israël          | 1142.105 | 1     |

| Nr. | Land          | Coeff.   | Clubs |
| --- | ------------- | -------- | ----- |
| 38  | Zwitserland   | 1098.903 | 1     |
| 39  | Cyprus        | 1085.011 | 1     |
| 40  | Bulgarije     | 1063.645 | 1     |
| 41  | Wales         | 1011.432 | 1     |
| 42  | Litouwen      | 910.904  | 1     |
| 43  | Andorra       | 910.044  | 1     |
| 44  | San Marino    | 853.043  | 1     |
| 45  | Estland       | 849.940  | 1     |
| 46  | Malta         | 837.308  | 1     |
| 47  | Schotland     | 816.083  | 1     |
| 48  | Gibraltar     | 780.661  | 1     |
| 49  | Oostenrijk    | 728.018  | 1     |
| 50  | Noord-Ierland | 724.015  | 1     |
| GR  | IJsland       | -        | 1     |
| GR  | Luxemburg     | -        | 1     |
| GR  | Ierland       | -        | 1     |
| GR  | Faeröer       | -        | GC    |
| GR  | Liechtenstein | -        | GC    |

- GR - Geen rang (associatie nam deel in geen enkel van de seizoenen die gebruikt worden om de coëfficiënten te berekenen)
- GC - Geen nationale zaalvoetbalcompetitie

### Data lotingen
Alle lotingen vinden plaats in het UEFA-hoofdkantoor in Nyon, Zwitserland. 
| Fase         | Ronde                                | Datum loting    | Wedstrijddata       |
| ------------ | ------------------------------------ | --------------- | ------------------- |
| Kwalificatie | Preliminary round                    | 7 juli 2022     | 24-28 augustus 2022 |
| Kwalificatie | Main round                           | 7 juli 2022     | 25-30 oktober 2022  |
| Kwalificatie | Elite round                          | 8 november 2022 | 22-27 november 2022 |
| Final 4      | Halve finale                         | n.t.b.          | n.t.b.              |
| Final 4      | Finale & wedstrijd voor de 3e plaats | n.t.b.          | n.t.b.              |

## Teams
Onderstaande tabel geeft deelnemers aan deze editie weer en toont in welke ronde de clubs instroomden.
| Main Round        | Main Round       | Main Round        | Main Round         |
| Route A           | Route A          | Route A           | Route B            |
| ----------------- | ---------------- | ----------------- | ------------------ |
| FC Barcelona TH   | Novo Vrijeme     | Haladás           | FK Chrudim         |
| Sporting CP       | Pula             | United Galați     | Kauno Žalgiris     |
| Benfica           | FK Dobovec       | Luxol St Andrews  | Stalitsa Minsk     |
| Palma             | Prodexim Kherson | Sporting Paris    | Mostar SG          |
| Kairat Almaty     | RSC Anderlecht   |                   | Liqeni             |
| MFC Ayat          | Hovocubo         | KF Shkupi         |                    |
|                   |                  | Araz Naxçivan     |                    |
| Feldi Eboli *     |                  |                   |                    |
| Preliminary Round |                  |                   |                    |
| Kampuksen Dynamo  | Doukas           | Örebro SK         | Istanbul Şişli     |
| Georgians Tbilisi | Stuttgarter FC   | Cosmos Tallinn    | FC Cardiff         |
| Minerva           | London Helvécia  | Nistru Chișinău   | ASA Technion Haifa |
| JB Gentofte       | Loznica-Grad     | FC Petrow         | Amigo Northwest    |
| Lučenec           | Wiener Neustadt  | FK Tirana         | Europa             |
| Piast Gliwice     | KMF Titograd     | PYF Saltires      | Folgore            |
| Differdange 03    | FC Dublin        | FC Encamp         | Belfast United     |
| Yerevan FC        | APOEL            | Vesterålen Futsal | Ísbjörninn         |

*De Italiaanse kampioen van 2021/22, Pesaro Calcio trok zich terug uit het tornooi, zij werden vervangen door vice-kampioen Feldi Eboli.